# Thunbergia liebrechtsiana
Thunbergia liebrechtsiana är en akantusväxtart som beskrevs av Wildem. och Th. Dur.. Thunbergia liebrechtsiana ingår i släktet thunbergior, och familjen akantusväxter. Inga underarter finns listade i Catalogue of Life.